# 北海道札幌稲西高等学校
北海道札幌稲西高等学校（ほっかいどうさっぽろとうせいこうとうがっこう、Hokkaido Sapporo Tohsei High School）は、北海道札幌市手稲区にあった公立（道立）の高等学校。2013年（平成25年）3月閉校。

## 設置学科
- 全日制課程 普通科

## 沿革
- 1983年（昭和58年）4月1日 - 北海道札幌稲西高等学校開校。全日制課程普通科10間口。
- 2007年（平成19年）3月9日 - 北海道工業大学と高大連携協定締結[1]。
- 2010年（平成22年）4月1日 - 1学年1間口増（7間口）[2]。
- 2011年（平成23年） - 北海道札幌稲北高等学校と統合に伴い生徒募集停止。
- 2013年（平成25年）3月 - 閉校。

## 閉校後の校舎
「北海道星置養護学校ほしみ高等学園」の校舎として活用されている。

## 周辺
- 国道337号（道央新道、道央圏連絡道路）
- 下手稲通
- 山口緑地・手稲山口バッタ塚
- 札幌市立手稲北小学校
- パストラル星置・星置ファションモール
- 小樽カントリー倶楽部
- おたるドリームビーチ

## 著名な出身者
飯田圭織(元モーニング娘。)
- 中島亜梨沙 - 元宝塚歌劇団月組娘役